# Poleň
Poleň är en ort i Tjeckien.   Den ligger i regionen Plzeň, i den västra delen av landet, 120 km sydväst om huvudstaden Prag. Poleň ligger 434 meter över havet och antalet invånare är 270.
Terrängen runt Poleň är kuperad åt sydväst, men åt nordost är den platt.Runt Poleň är det ganska tätbefolkat, med 62 invånare per kvadratkilometer. Närmaste större samhälle är Klatovy, 9,1 km öster om Poleň. Trakten runt Poleň består till största delen av jordbruksmark.

## Galleri

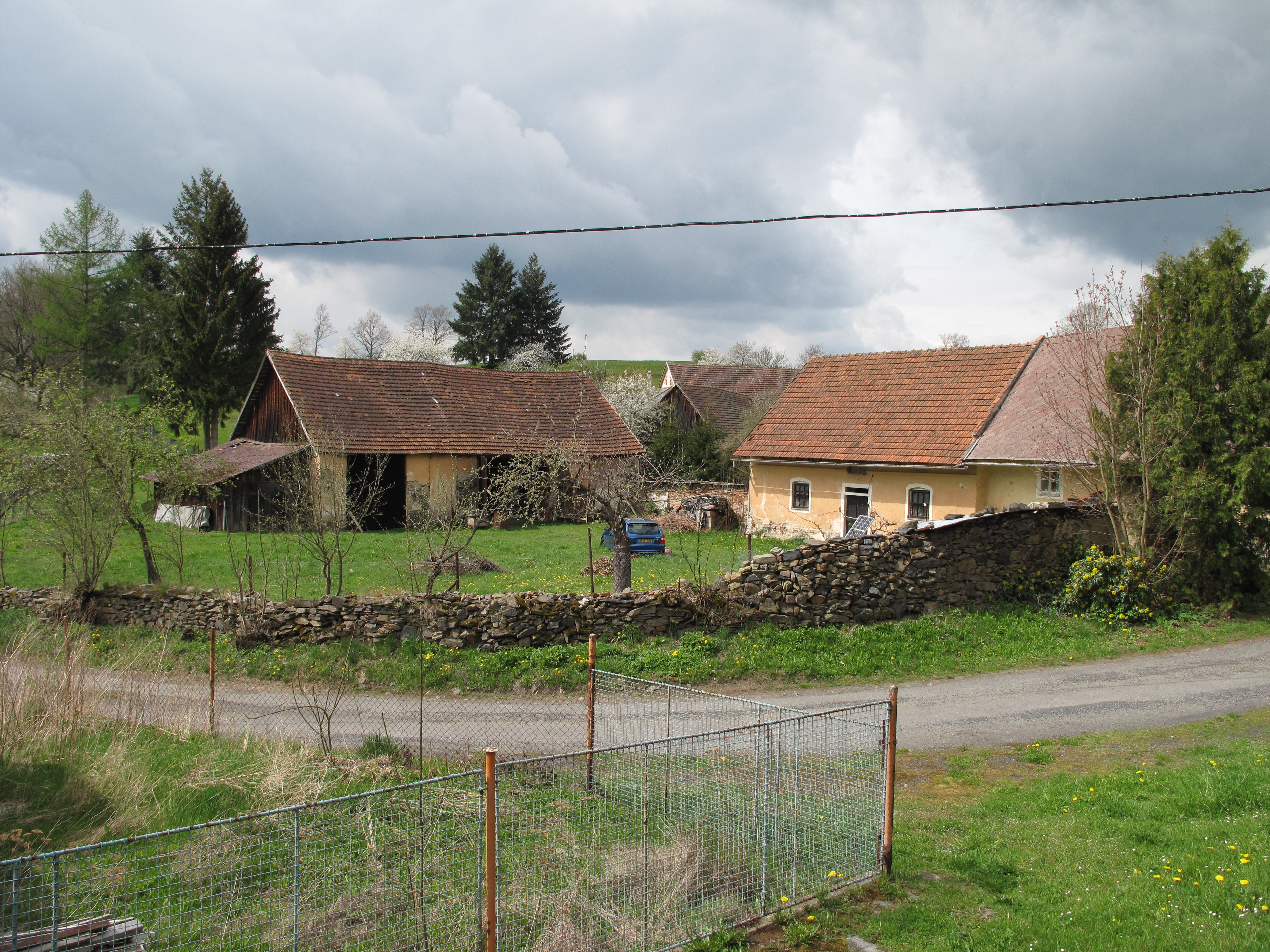
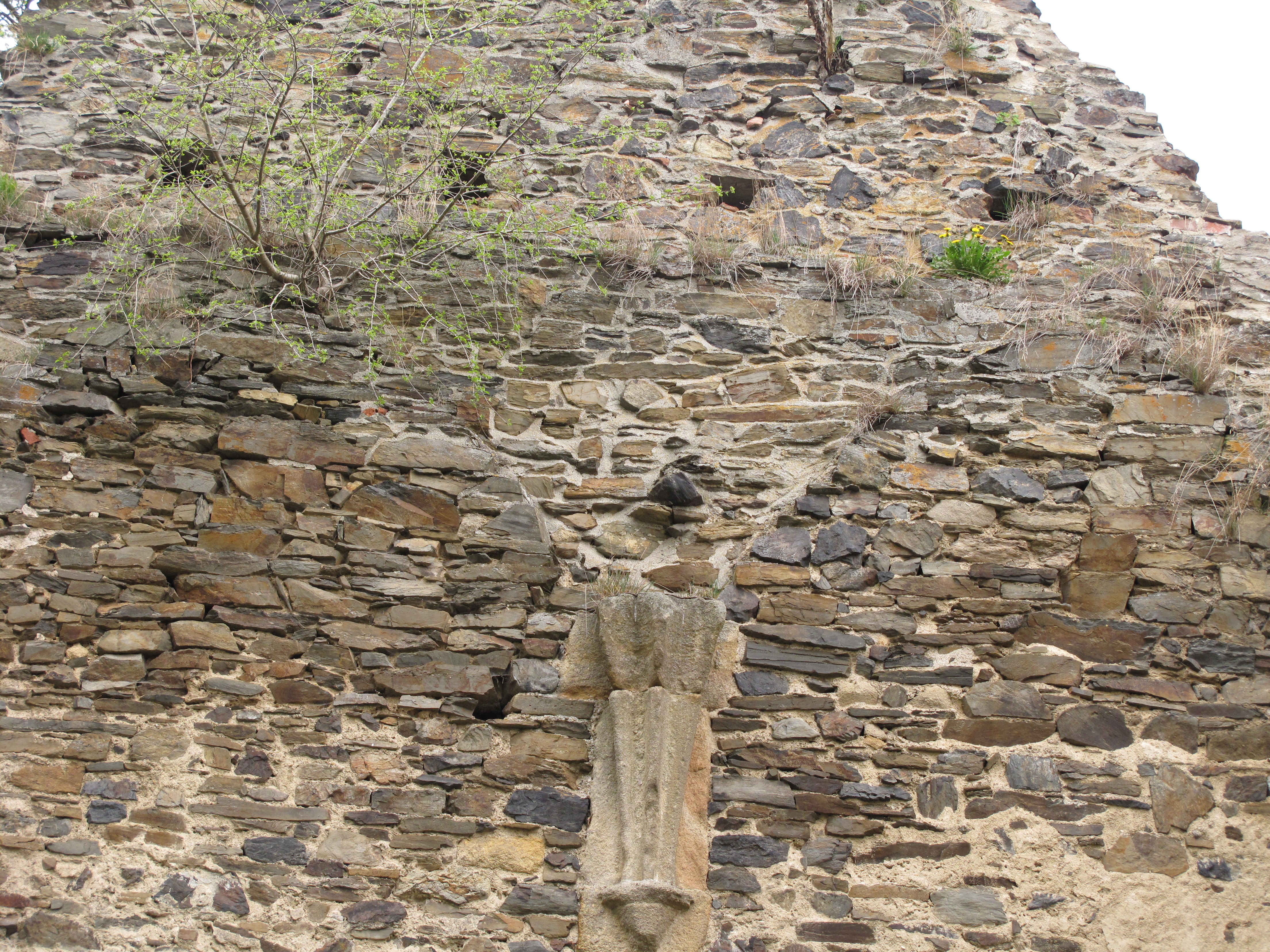
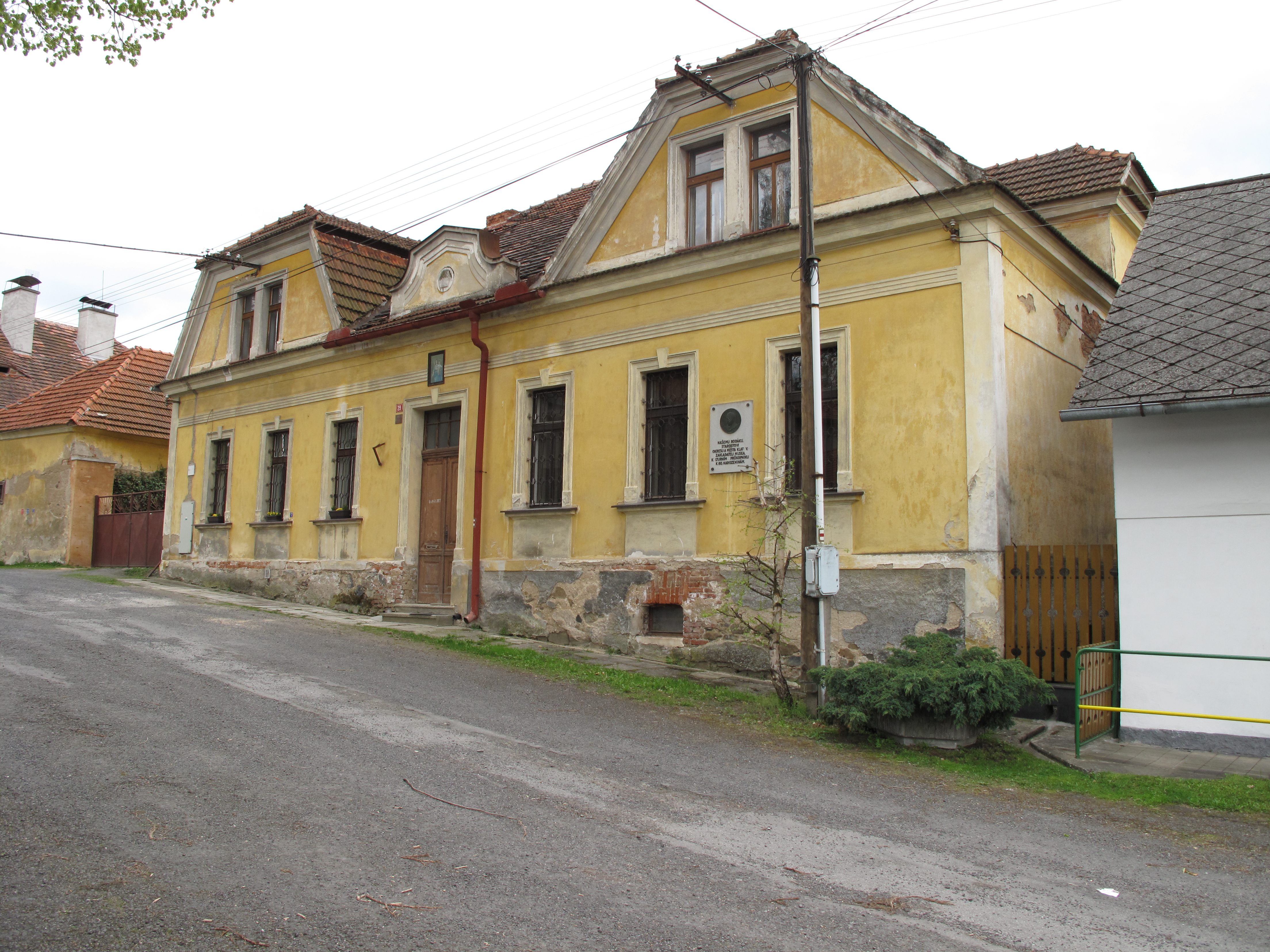